# Пети конен полк
Пети конен полк е български кавалерийски полк, формиран през 1898 година и взел участие в Балканската (1912 – 1913), Междусъюзническата (1913), Първата световна война (1915 – 1918) и Втората световна война (1941 – 1945).

## Формиране
Пети конен полк е формиран съгласно указ №2 от 1 януари 1898 година в Добрич, съставен от четири ескадрона, като за кадър се взема отделният кавалерийски дивизион и по един ескадрон от 3-ти и 4-ти конен полк. На 1 август 1901 година със заповед №225 е разформиран. В периода 1901 – 1907 година полкът съществува като 1-ви кавалерийски дивизион, след което на 10 януари 1907 година от него се формира отново 5-и конен полк и на 31 август 1909 година се установява на гарнизон в Брезник.

## Балкански войни (1912 – 1913)
През Балканската война (1912 – 1913) полкът е в разведка по посоките Пехчево – Царево село – Кочани – Щип, Струмица на частите на 7-а пехотна дивизия и взема участие в боевете при Царево село, Кочани и Щип (5 – 23 октомври 1912). Взема участие и в боевете при р. Кавак (21 – 23 януари 1913) и при Булаир (26 януари 1913).
През Междусъюзническата война (1913) полкът е в разведка и охрана на частите от 7-а пехотна дивизия при реките Златовска и Брегалница, както и на Калиманската позиция (19 юни – 11 юли).

## Първа световна война (1915 – 1918)
В началото на Първата световна война (1915 – 1918) 5-и конен полк е в състава на Конната дивизия и действа в разведка и охрана по посока поста Черна скала (на границата) – Царево село – Калиманската позиция – Кочани – Велес – Прилеп. В периода 24 – 29 ноември 1-ви дивизион от полка взема участие в боевете при селата Габрово, Серменин, Негорци, Горничет и Гевгели.
| Числен състав                                      | Добитък   | Обоз                                  | Въоръжение                      |
| -------------------------------------------------- | --------- | ------------------------------------- | ------------------------------- |
| Офицери: 28 Чиновници: 1 Подофицери и войници: 750 | Коне: 782 | Обикновени коли: 44 Специални коли: 2 | Пушки и карабини: 625 Саби: 692 |

От 1 септември 1916 година полкът е в подчинение на 12-а пехотна дивизия в Плевен, 1-ви ескадрон участва в десанта при Ряхово (4 октомври 1916). В периода 25 ноември 1916 – 9 януари 1917 година преминава Дунава при Свищов и участва в боевете за овладяване на Букурещ и преследване на противника в посока Сирет. На 9 януари полкът минава на десния бряг на Дунав при Хърсово и квартирува във Фрикацей където остава до 5 октомври охранявайки участъка източно от Тулча Кашлъ, Сомово – Парлита.
От 17 октомври 1917 до 15 ноември 1917 година охранява участъка от развалините Петелинос – Доксан-бос по брега на Тахинското езеро в Сереското поле. След това до 10 май 1918 година полкът квартирува в Ксанти. От 11 май до 16 декември е първоначално на бивак при Киречлер и Кизилджа (до 9 октомври) и Одрин до 16 декември 1918 година.
На 19 декември 1920 година с указ №96 в изпълнение на клаузите на Ньойския мирен договор полкът е реорганизиран в 5-и жандармерийски конен полк. През 1922 година полкът е реорганизиран в 5-а жандармерийска конна група. За командир на групата е назначен полковник Александър Стоянов. През 1928 година конната група обратно е реорганизирана в 5-и конен полк. Той е сред малкото полкове, които получават бойните си знамена едва през 20-те години на 20 век. Полкът е разформирован на 1 март 1936 година.

## Втора световна война (1941 – 1945)
Пети конен полк е отново формиран на през ноември 1941 г. в Брезник и влиза в състава на 4-та конна бригада от 2-ра конна дивизия. От декември 1943 година е на Прикриващия фронт в района на свиленградското село Момково. На 14 септември 1944 за командир на полка е назначен подполковник Мъйно Мъйнов. На 16 октомври полкът извършва настъпление към Бояново, преминава през Враня и продължава от двете страни на река Морава. След успешните боеве на 8 декември полкът овладява Бояново, на 9 декември навлиза в Гниляне, а на 18 ноември в Прищина, където завършва бойният път на полка, който дава 104 убити.
Пети конен полк е разформирован на 18 май 1945 година. През 1951 г. полкът е отново формиран в Разград и разформиран през 1954 година.

## Наименования
През годините полкът носи различни имена според претърпените реорганизации:
- Пети конен полк (1 януари 1898 – 1 август 1901)
- Първи кавалерийски дивизион (1 август 1901 – 10 януари 1907)
- Пети конен полк (10 януари 1907 – 19 декември 1920)
- Пети жандармерийски конен полк (19 декември 1920 – 1923)
- Пета жандармерийска конна група (1923 – 20 декември 1927)
- Пети конен полк (20 декември 1927 – 1 март 1936, ноември 1941 – 18 май 1945)

## Командири
Званията са към датата на заемане на длъжността.
| №   | звание       | име                 | дати                               |
| --- | ------------ | ------------------- | ---------------------------------- |
| 1.  | Полковник    | Петър Салабашев     | 18 март 1898 – 12 август 1901      |
| 2.  | Подполковник | Александър Танев    | 15 август 1901 – 30 май 1902       |
| 3.  | Подполковник | Юрдан Велчев        | 31 май 1902 – 31 декември 1906     |
| 4.  | Майор        | Стефан Николов      | 1 януари 1907 – 15 февруари 1907   |
| 5.  | Майор        | Петър Кацаров       | 9 февруари 1907 – 31 декември 1907 |
| 6.  | Подполковник | Константин Михайлов | 1 януари 1908 – 11 април 1910      |
| 7.  | Подполковник | Петър Кацаров       | 15 април 1910 – 22 април 1911      |
| 8.  | Подполковник | Иван Табаков        | 22 септември 1911 – 22 май 1914    |
| 9.  | Полковник    | Йордан Наумов       | 22 май 1914 – 20 юли 1915          |
| 10. | Полковник    | Иван Табаков        | 20 юли 1915 – 15 ноември 1916      |
| 11. | Полковник    | Гаврил Анастасов    | 15 ноември 1916 – 20 април 1918    |
| 12. | Полковник    | Ефтим Китанчев      | 21 април 1918 – 26 април 1918      |
| 13. | Подполковник | Никола Станимиров   | 1 май 1918 – 1 януари 1921         |
| 14. | Подполковник | Константин Златанов | 17 октомври 1921 – 1921            |
| 15. | Подполковник | Иван Бошнаков       | 1921 – 1922                        |
| 16. | Подполковник | Константин Златанов | от 1922                            |
| 17. | Полковник    | Александър Стоянов  |                                    |
| 18. | Подполковник | Любомир Босилков    | 12 януари 1923 – април 1923        |
|     | Подполковник | Александър Полянов  | от септември 1923                  |
|     | Подполковник | Васил Попов         | от 1924                            |
|     | Подполковник | Христо Мархолев     | 1928 – 1931                        |
|     | Подполковник | Георги Пенев        | между 1929 и 1932                  |
|     | Подполковник | Петър Тяновски      | 1932 – 1933                        |
|     | Подполковник | Енчо Петров         | 1933 – 1934?                       |
|     | Майор        | Аспарух Абаджиев    | от 1934                            |
|     | Полковник    | Стоян Иванов        | от ноември 1941                    |
|     | Подполковник | Петър Атанасов      | януари 1942 – 13 септември 1944    |
|     | Подполковник | Мъйно Мъйнов        | от 14 септември 1944 – 1945        |
|     | Полковник    | Борислав Йорданов   | 1951 – 1954                        |

Други командири: полк. Славейко Василев, подполк. Светослав Акрабов 5 ж.к.г), Христо Радев (5 ж.к.п)